# WSE Trophy
La WSE Trophy és una competició europea d'hoquei sobre patins, creada la temporada 2024-25.De caràcter anual, es organitzada per la World Skate Europe. Arran de la seva creació, és considerada com la tercera competició de clubs europea de més importància després de la Copa d'Europa i de la Copa de la WSE.
La competició es disputa amb format d'eliminatòries, amb la participació de 12 equips classificats directament, als que s'hi afegeixen els quarts classificats de cada grup de la ronda classificatoria de la Copa d'Europa. De totes formes, la World Skate Europe es guarda el dret de poder-hi convidar a participar fins a sis equips més en cas que ho consideri oportú. Les eliminatòries directes entre tots aquests equips acaben definint els quatre finalistes d'una final a quatre en una sola seu que acaba determinant l'equip guanyador.
La ciutat italiana de Follonica va ser la seu de la final a quatre de la primera edició amb la participació del Roller Club Biasca, el US Coutras, el PAS Alcoi i el Follonica Hockey.

## Historial
| En negreta = Equip guanyador (1) = Nombre de títols 1-1 = Marcador campió-subcampió (prò.) = Pròrroga (p.) = Penals Nota: Noms dels equips segons l'època |

| Edició | Temp.   | Data       | Guanyador     | Resultat | Finalista  | Seu                             | refs. |
| ------ | ------- | ---------- | ------------- | -------- | ---------- | ------------------------------- | ----- |
| I      | 2024-25 | 06-04-2025 | PAS Alcoi (1) | 4-2      | US Coutras | Pista António Armeni, Follonica | [ 3 ] |

## Palmarès
| Equip                              | Campió | Subcampió | Finals | Anys campió | Anys subcampió |
| ---------------------------------- | ------ | --------- | ------ | ----------- | -------------- |
| Patí Alcodiam Salesià              | 1      | -         | 1      | 2024-25     | -              |
| Union Sportive Coutras Rink Hockey | -      | 1         | 1      | -           | 2024-25        |